# Nitrato de bário
Nitrato de bário ou dinitrato de bário é um composto químico de fórmula molecular Ba(NO3)2.

## Características
É um sal inorgânico, sólido inodoro de coloração branca. Não é inflamável, mas se exposto ao fogo produz óxidos tóxicos de nitrogênio, e se em contato com combustíveis pode causar fogo.

## Usos
É usado em pirotecnia (produz luz verde), em incendiários, como proporcionador de brilho cerâmico, como raticida, na eletrônica, etc.